# 血清白蛋白
血清白蛋白（英語：Serum albumin），常简称为白蛋白（英語：albumin）是一种由人类基因 ALB 所编码的球状蛋白质。其化学式为：C₂₉₅₃H₄₆₅₃O₉₃₄N₇₈₆S₄₁P₁₁，在糖尿病人体内通常会发生N糖基化和O-糖基化，变成糖基化血清白蛋白（Kenitra 變體）的分子式为C3799H6028O1620N839S41P11
血清白蛋白由肝臟细胞生产，通常溶解在血浆中，是哺乳动物最常见的血浆蛋白。白蛋白对维持血液的膨胀压有重要作用。